# Вестлинг, Рикард
Пер Ри́кард Ве́стлинг (швед. Per Rikard (Richard) Westling; 14 ноября 1868 — 19 декабря 1942) — шведский ботаник, фармацевт, миколог-микробиолог.

## Биография
Родился 14 ноября 1868 года в местности Сёдерокра на юге лена Кальмар. Окончил школу в Скаре в 1888 году, в 1892 году стал кандидатом фармации, в 1897 году получил диплом аптекаря.
С 1895 года — в Стокгольмском фармацевтическом институте в должности переписчика, с 1902 по 1918 год также преподавал фармацию. В 1907 году получил степень кандидата философии, в 1911 году защитил диссертацию доктора по теме «О зелёных видах рода Penicillium», в которой описал целый ряд новых видов.
Вестлинг занимался исследованием антибиотической активности и систематики пенициллов, определил штамм Александра Флеминга как Penicillium notatum.
С 1918 года преподавал в Стокгольме в звании профессора ботаники и фармакогнозии. С 1912 года работал в редакции Стокгольмского фармацевтического журнала.
В 1933 году в Стокгольме был подготовлен юбилейный сборник, посвящённый Рикарду Вестлингу.
Скончался 19 декабря 1942 года.

## Некоторые публикации
- Westling R. Über die grünen Spezies der Gattung Penicillium :  [нем.]. — Arkiv før Botanik. — 1911. — Vol. 11 (1). — P. 1—156.
- Westling R. Lärobok i Farmakognosi :  [швед.]. — Uppsala, Stockholm, 1927. — 364 p.

## Виды грибов, названные именем Р. Вестлинга
- Penicillium westlingii K.Zaleski, 1927